# Sylvain Guillaume
Sylvain Guillaume (ur. 6 lipca 1968 w Champagnole) – francuski narciarz, specjalista kombinacji norweskiej, dwukrotny medalista olimpijski oraz brązowy medalista mistrzostw świata.

## Kariera
Po raz pierwszy na arenie międzynarodowej Sylvain Guillaume pojawił się 17 stycznia 1987 roku w zawodach Pucharu Świata w Autrans. Zajął wtedy 27. miejsce w konkursie rozgrywanym metodą Gundersena. Pierwsze pucharowe punkty zdobył rok później, 25 marca 1988 roku w Rovaniemi, zajmując 12. miejsce w Gundersenie. Były to jego jedyne punkty w sezonie 1987/1988 i w klasyfikacji generalnej zajął ostatecznie 31. miejsce.
Przełom w karierze Francuza nastąpił w sezonie 1991/1992. Czterokrotnie znalazł się wtedy w czołowej dziesiątce zawodów pucharowych, przy czym 13 marca 1992 roku w Oslo po raz pierwszy stanął na podium zajmując trzecie miejsce w Gundersenie. W klasyfikacji generalnej zajął siódmą pozycję. W lutym 1992 roku wystartował na igrzyskach olimpijskich w Albertville, gdzie osiągnął jeden z największych sukcesów swojej kariery. Francuz zajął trzynaste miejsce w skokach do zawodów indywidualnych i do biegu przystąpił ze stratą 2 minut i 16 sekund do prowadzącego Austriaka Klausa Ofnera. Na trasie biegu uzyskał trzeci czas i zdołał awansować aż na trzecią pozycję. Dzięki temu zdobył brązowy medal, wyprzedzili go tylko jego rodak - Fabrice Guy oraz Klaus Sulzenbacher z Austrii. Medale wywalczone przez Guillaume’a i Guya były pierwszymi medalami dla Francji w kombinacji norweskiej. W zawodach drużynowych Francuzi zajmowali po skokach piątą pozycję ze stratą 5:33 minuty. Na trasie biegu zdołali zniwelować stratę do nieco ponad dwóch minut, co jednak wystarczyło do zajęcia czwartego miejsca.
Przez najbliższe trzy sezony rywalizacji w Pucharze Świata Sylvain nie stanął na podium. Najlepiej prezentował się w sezonie 1993/1994, który ukończył na 19. pozycji. W tym czasie jego najlepszym wynikiem w zawodach PŚ było ósme miejsce w Gundersenie wywalczone 11 grudnia 1993 roku w Sankt Moritz. W tym okresie wystartował na trzech dużych imprezach. W 1993 roku zajął wraz z kolegami z reprezentacji dziesiąte w sztafecie podczas mistrzostw świata w Falun, a rok później, na igrzyskach olimpijskich w Lillehammer był szósty w drużynie i dziewiąty w zawodach indywidualnych. Ponadto pojawił się na mistrzostwach świata w Thunder Bay w 1995 roku, gdzie wywalczył brązowy medal w Gundersenie, ustępując tylko Fredowi Børre Lundbergowi z Norwegii i Jariemu Mantili z Finlandii. Na tych samych mistrzostwach Francuzi z Guillaume’em w składzie zajęli ósme miejsce w sztafecie.
Sezon 1995/1996 Pucharu Świata był jednym z najlepszych w karierze Francuza. Siedem razy znalazł się w czołowej dziesiątce zawodów, w tym dwukrotnie stanął na podium: 20 stycznia w Libercu zwyciężył, a 4 lutego 1996 roku w Seefeld był drugi w Gundersenie. Zwycięstwo w Czechach było jego pierwszym i zarazem ostatnim w karierze. Sezon ten ukończył na szóstej pozycji. Kolejny sezon był jednak znowu słabszy. Tylko dwa miejsca w czołowej dziesiątce pozwoliły na zajęcie 21. miejsce w klasyfikacji generalnej. Sukcesów nie osiągnął także podczas rozgrywanych w lutym 1997 roku mistrzostw świata w Trondheim. Indywidualnie zajął dziewiętnastą pozycję, a w sztafecie był ponownie ósmy.
Na podium zawodów pucharowych powrócił w sezonie 1997/1998. Dokonał tego dwukrotnie: 3 stycznia w Schonach i 13 marca 1998 roku w Oslo, gdzie zajmował drugie miejsca odpowiednio w Gundersenie i sprincie. Ponadto jeszcze trzykrotnie plasował się w pierwszej dziesiątce zawodów i sezon ten ukończył na szóstej pozycji w klasyfikacji generalnej. Ostatni sukces osiągnął podczas igrzysk olimpijskich w Nagano w 1998 roku, gdzie wraz z Fabrice’em Guyem, Nicolasem Balem i Ludovikiem Roux zdobył brązowy medal w sztafecie. Po konkursie skoków Francuzi znajdowali się na szóstym miejscu ze startą nieco ponad jednej minuty do prowadzących reprezentantów Finlandii. Na trasie biegu należeli do najszybszych i zdołali przesunąć się aż na trzecią pozycję, wyprzedzając Czechów i Austriaków. Mimo dobrej postawy biegowej na mecie do zwycięskich Norwegów stracili ponad półtorej minuty. W konkursie indywidualnym Sylvain awansował z szesnastego miejsca po konkursie skoków na dziewiąte na mecie biegu. Do zwycięzcy, Norwega Bjarte Engena Vika stracił ponad trzy minuty.
Podium wywalczone w Oslo było ostatnim w jego karierze. Od 1998 roku osiągał coraz słabsze wyniki w Pucharze Świata. W sezonie 2001/2002 częściej startował w zawodach Pucharu Świata B (obecnie Puchar Kontynentalny). Osiągał tam lepsze wyniki, między innymi czterokrotnie plasując się w czołowej dziesiątce, ale na podium nie stanął. W klasyfikacji generalnej był szósty. W zawodach tego cyklu pięciokrotnie stawał na podium, w tym 14 marca 1993 roku w Chaux-Neuve był pierwszy w Gundersenie. Sezon 1992/1993 Pucharu Świata B ukończył na siódmym miejscu.
W 1999 roku Guillaume brał udział w mistrzostwach świata w Ramsau, gdzie indywidualnie był dziewiąty w Gundersenie, a w sprincie zajął 28. miejsce. W sztafecie Francuzi zajęli czwartą pozycję, przegrywając walkę o brązowy medal z reprezentantami Rosji o zaledwie 0,1 sekundy. Ostatnią dużą imprezą w jego karierze były mistrzostwa świata w Lahti w 2001 roku. Osiągnął tam jednak słabe wyniki: indywidualnie plasował się poza czołową trzydziestką, a wraz z kolegami zajął dziewiątą pozycję w sztafecie. Ostatni oficjalny występ zanotował 19 stycznia 2002 roku w Saalfelden am Steinernen Meer, gdzie był ósmy w zawodach Pucharu Świata B rozegranych metodą Gundersena. W 2002 roku zakończył karierę.

## Osiągnięcia

### Igrzyska Olimpijskie
| Miejsce | Dzień     | Rok  | Miejscowość | Konkurencja             | Wynik zwycięzcy | Strata   | Zwycięzca           |
| ------- | --------- | ---- | ----------- | ----------------------- | --------------- | -------- | ------------------- |
| 2.      | 12 lutego | 1992 | Albertville | Gundersen K-90/15 km    | 44:28,1         | +48,4    | Fabrice Guy         |
| 4.      | 17 lutego | 1992 | Albertville | Sztafeta K-90/3 × 10 km | 1:23:36,6       | +2:15,5  | Japonia             |
| 6.      | 17 lutego | 1994 | Lillehammer | Sztafeta K-90/3 × 10 km | 1:21.51,8       | +12:41,2 | Japonia             |
| 9.      | 19 lutego | 1994 | Lillehammer | Gundersen K-90/15 km    | 39:07,9         | +4:10,5  | Fred Børre Lundberg |
| 9.      | 14 lutego | 1998 | Nagano      | Gundersen K-90/15 km    | 41:21,1         | +2:21,4  | Bjarte Engen Vik    |
| 3.      | 20 lutego | 1998 | Nagano      | Sztafeta K-90/4 × 5 km  | 54:11,5         | +1:41,9  | Norwegia            |

### Mistrzostwa świata
| Miejsce | Dzień     | Rok  | Miejscowość | Konkurencja             | Wynik zwycięzcy | Strata  | Zwycięzca           |
| ------- | --------- | ---- | ----------- | ----------------------- | --------------- | ------- | ------------------- |
| 8.      | 19 lutego | 1993 | Falun       | Sztafeta K-90/3 × 10 km | 1:19:25,7       | +8:55,3 | Japonia             |
| 3.      | 22 lutego | 1995 | Thunder Bay | Gundersen K-90/15 km    | 41:16,9         | +39,7   | Fred Børre Lundberg |
| 8.      | 10 marca  | 1995 | Thunder Bay | Sztafeta K-90/4 × 5 km  | 56:20,2         | +8:50,8 | Japonia             |
| 19.     | 22 lutego | 1997 | Trondheim   | Gundersen K-90/15 km    | 43:43,1         | +4:08,2 | Kenji Ogiwara       |
| 8.      | 23 lutego | 1997 | Trondheim   | Sztafeta K-90/4 × 5 km  | 52:18,0         | +3:50,9 | Norwegia            |
| 9.      | 20 lutego | 1999 | Ramsau      | Gundersen K-90/15 km    | 37:04,8         | +3:16,1 | Bjarte Engen Vik    |
| 4.      | 25 lutego | 1999 | Ramsau      | Sztafeta K-90/4 × 5 km  | 49:34,2         | +1:53,3 | Finlandia           |
| 28.     | 27 lutego | 1999 | Ramsau      | Sprint K-90/7,5 km      | 17:48,4         | +2:11,1 | Bjarte Engen Vik    |
| 39.     | 15 lutego | 2001 | Lahti       | Gundersen K-90/15 km    | 39:26,7         | ?       | Bjarte Engen Vik    |
| 9.      | 20 lutego | 2001 | Lahti       | Sztafeta K-90/4 × 5 km  | 48:54,1         | +4:49,9 | Norwegia            |
| 31.     | 24 lutego | 2001 | Lahti       | Sprint K-116/7,5 km     | 19:40,3         | ?       | Marko Baacke        |

### Puchar Świata

#### Miejsca w klasyfikacji generalnej
- sezon 1987/1988: 31.
- sezon 1988/1989: 19.
- sezon 1989/1990: 22.
- sezon 1990/1991: 35.
- sezon 1991/1992: 7.
- sezon 1992/1993: 31.
- sezon 1993/1994: 19.
- sezon 1994/1995: 23.
- sezon 1995/1996: 6.
- sezon 1996/1997: 21.
- sezon 1997/1998: 6.
- sezon 1998/1999: 30.
- sezon 1999/2000: 35.
- sezon 2000/2001: 35.
- sezon 2001/2002: -

#### Miejsca na podium chronologicznie
| Nr | Data             | Miejscowość | Konkurencja          | Wynik zwycięzcy | Pozycja | Strata      | Zwycięzca         |
| -- | ---------------- | ----------- | -------------------- | --------------- | ------- | ----------- | ----------------- |
| 1. | 13 marca 1992    | Oslo        | Gundersen K115/15 km | ?               | 3.      | +3:28.5 min | Fabrice Guy       |
| 2. | 20 stycznia 1996 | Liberec     | Gundersen K120/15 km | ?               | 1.      | -           | -                 |
| 3. | 4 lutego 1996    | Seefeld     | Gundersen K90/15 km  | ?               | 2.      | +10.2 s     | Knut Tore Apeland |
| 4. | 3 stycznia 1998  | Schonach    | Gundersen K90/15 km  | ?               | 2.      | +1.7 s      | Todd Lodwick      |
| 5. | 13 marca 1998    | Oslo        | Sprint K115/7.5 km   | ?               | 2.      | +0.1 s      | Todd Lodwick      |

### Puchar Kontynentalny

#### Miejsca w klasyfikacji generalnej
- sezon 1990/1991: 23.
- sezon 1992/1993: 7.
- sezon 2001/2002: 6.

#### Miejsca na podium chronologicznie
| Nr | Data             | Miejscowość          | Konkurencja          | Wynik zwycięzcy | Pozycja | Strata | Zwycięzca           |
| -- | ---------------- | -------------------- | -------------------- | --------------- | ------- | ------ | ------------------- |
| 1. | 7 marca 1993     | Hinterzarten         | Gundersen K90/15 km  | ?               | 2.      | ?      | Thomas Abratis      |
| 2. | 14 marca 1993    | Chaux-Neuve          | Gundersen K90/15 km  | ?               | 1.      | -      | -                   |
| 3. | 8 stycznia 1996  | Schwarzach im Pongau | Gundersen K90/15 km  | ?               | 2.      | ?      | Knut Borge Andersen |
| 4. | 15 stycznia 2001 | Val di Fiemme        | Gundersen K90/15 km  | ?               | 2.      | ?      | Marc Frey           |
| 5. | 27 stycznia 2001 | Liberec              | Gundersen K120/15 km | ?               | 2.      | ?      | Marcel Höhlig       |